# Tove Lo
Tove Lo, artiestennaam van Ebba Tove Elsa Nilsson (Stockholm, 29 oktober 1987), is een Zweeds singer-songwriter. Tove Lo schreef onder meer voor Girls Aloud en het Zweedse duo Icona Pop.

## Jeugd
Ebba Tove Elsa Nilsson werd geboren op 29 oktober 1987 in Stockholm, Zweden. Haar artiestennaam kreeg ze op driejarige leeftijd. De zangeres was gek van een lynx, genaamd Tove. Aangezien lynx in het Zweeds Lo is, gaf haar peettante haar de naam Tove Lo. De zangeres schreef haar eerste nummer op 10-jarige leeftijd, daarna studeerde ze aan de muziekschool van Stockholm. Daar leerde ze Caroline Hjelt kennen, die bekend is van de pop groep Icona Pop.

## Carrière

### 2013-2016: Doorbraak & Queen of the Clouds
Haar muziekstijl valt binnen het genre indiepop. In maart 2013 bracht ze haar eerste ep Truth Serum uit. In Nederland en Vlaanderen werd ze bekend door het nummer Stay High (Habits Remix), een remix van haar nummer Habits. De remix werd gemaakt door het Amerikaanse duo Hippie Sabotage. Haar debuutalbum Queen of the Clouds verscheen in 24 september 2014. In augustus 2014 bracht Lo het nummer Heroes (We Could Be), uit met de dj Alesso. Dit nummer werd haar tweede wereldhit. Ook mocht ze in hetzelfde jaar nog het voorprogramma spelen tijdens The Prismatic World Tour van Katy Perry.

### 2016-2018: Lady Wood & Blue Lips
Lo werkte in 2016 samen met de Australische producer Flume. Het nummer Say It kwam uit in april 2016. Het werd een top 5 in Australië & Nieuw-Zeeland. Op 28 oktober 2016 kwam haar tweede album Lady Wood uit. Daarna ging ze op tournee met de Lady Wood Tour. In Nederland gaf ze een show in de Melkweg, Amsterdam. In België in Trix, Antwerpen. In de zomer van 2017 ging ze op tournee met Coldplay.
Op 17 november 2017 bracht ze een derde studioalbum uit Blue Lips. In vergelijking met Lady Wood is deze minder succesvol geworden.
De eerste single Disco Tits haalde enkel in haar thuisland een hoge notering.
Later dat jaar bracht Charli XCX nog een samenwerking uit met de zangeres Out of My Head.

### 2019: Sunshine Kitty
In oktober 2019 brengt ze verrassend een dance nummer uit met de queen of pop Kylie Minogue.
Het nummer staat op haar vierde studioalbum Sunshine Kitty die uitkwam op 20 september 2019. Ook bracht ze nog de single Jacques uit met Jax Jones en Worst Behaviour met Alma.

### 2021
In januari 2021 bracht ze met Martin Garrix het nummer ‘’Pressure’’ uit. Dit nummer wordt zeer goed ontvangen door het publiek.
In oktober 2021 bracht de Britse band Duran Duran het album ‘’Future Past‘’ uit, Tove Lo werkte samen aan het nummer ‘’Give It All Up‘’.

## Discografie

### Albums
| Album met eventuele hitnotering(en) in de Nederlandse Album Top 100 | Datum van verschijnen | Datum van binnenkomst | Hoogste positie | Aantal weken | Opmerkingen |
| ------------------------------------------------------------------- | --------------------- | --------------------- | --------------- | ------------ | ----------- |
| Lady Wood                                                           | 2016                  | 05-11-2016            | 28              | 2            |             |
| Blue Lips [Lady Wood Phase II]                                      | 2017                  | 25-11-2017            | 86              | 1            |             |

| Album met hitnotering(en) in de Vlaamse Ultratop 200 albums | Datum van verschijnen | Datum van binnenkomst | Hoogste positie | Aantal weken | Opmerkingen |
| ----------------------------------------------------------- | --------------------- | --------------------- | --------------- | ------------ | ----------- |
| Queen of the clouds                                         | 2014                  | 18-10-2014            | 65              | 2            |             |
| Lady Wood                                                   | 2016                  | 05-11-2016            | 45              | 2            |             |

### Singles
| Single met eventuele hitnotering(en) in de Nederlandse Top 40 | Datum van verschijnen | Datum van binnenkomst | Hoogste positie | Aantal weken | Opmerkingen                                                    |
| ------------------------------------------------------------- | --------------------- | --------------------- | --------------- | ------------ | -------------------------------------------------------------- |
| Stay High (Habits remix)                                      | 03-03-2014            | 24-05-2014            | 1(3wk)          | 23           | met Hippie Sabotage / Nr. 2 in de Single Top 100 / Alarmschijf |
| Heroes (We Could Be)                                          | 2014                  | 04-10-2014            | 10              | 20           | met Alesso / Nr. 18 in de Single Top 100                       |
| Talking Body                                                  | 2014                  | 25-10-2014            | tip1            | -            | Nr. 74 in de Single Top 100                                    |
| Fun                                                           | 04-12-2015            | -                     |                 |              | met Coldplay / Nr. 86 in de Single Top 100                     |
| Close                                                         | 2016                  | 09-04-2016            | tip2            | -            | met Nick Jonas / Nr. 57 in de Single Top 100                   |
| Cool Girl                                                     | 2016                  | 20-08-2016            | 35              | 3            | Nr. 44 in de Single Top 100                                    |
| Calling on me                                                 | 2020                  | 08-02-2020            | tip22           | -            | met Sean Paul                                                  |
| Pressure                                                      | 2021                  | 13-02-2021            | 25              | 3            | met Martin Garrix                                              |
| Give It All Up                                                | 2021                  | 23-10-2021            |                 |              | met Duran Duran                                                |

| Single met hitnotering(en) in de Vlaamse Ultratop 50 | Datum van verschijnen | Datum van binnenkomst | Hoogste positie | Aantal weken | Opmerkingen           |
| ---------------------------------------------------- | --------------------- | --------------------- | --------------- | ------------ | --------------------- |
| Stay High (Habits remix)                             | 2014                  | 21-06-2014            | 3               | 25           | met Hippie Sabotage   |
| Talking body                                         | 2014                  | 17-01-2015            | tip19           | -            |                       |
| Heroes (We could be)                                 | 2014                  | 24-01-2015            | 28              | 6            | met Alesso            |
| Desire                                               | 2016                  | 02-04-2016            | 22              | 8            | met Years & Years     |
| Close                                                | 2016                  | 21-05-2016            | 33              | 7            | met Nick Jonas        |
| Say it                                               | 2016                  | 25-06-2016            | 36              | 9            | met Flume             |
| Cool girl                                            | 2016                  | 20-08-2016            | tip7            | -            |                       |
| True disaster                                        | 2016                  | 10-12-2016            | tip             | -            |                       |
| Out of my head                                       | 2018                  | 20-01-2018            | tip             | -            | met Charli XCX & Alma |
| Blow that smoke                                      | 2018                  | 24-11-2018            | tip             | -            | met Major Lazer       |

- Bibliothèque nationale de France: cb169460553 (data)
- Gemeinsame Normdatei: 1065690355
- International Standard Name Identifier: 0000 0004 3658 4183
- Library of Congress Control Number: no2014103395
- MusicBrainz: 56756959-1e78-429c-b897-e1d056cb0225
- Nationale Bibliotheek van Tsjechië: xx0209398
- Nationale Bibliotheek van Israël: 987007375426705171
- Virtual International Authority File: 310521186
- WorldCat: E39PBJgt7dB7fFxgJVJHxHdG73